# 미국 대학 협회
미국 대학 협회(Association of American Universities, AAU)는 학술 연구와 교육에 강한 시스템을 유지하는 선도 연구중심 대학들의 조직이다. 미국 대학 69개 교, 캐나다 대학 2개 교로 구성되어 있다.

## 구성원
괄호 안의 숫자는 입회년도를 나타낸다. (1900년은 창립 멤버)

### 공립 대학
| - 노스캐롤라이나 대학교 채플힐 (1922) - 뉴욕 주립 대학교 버펄로 (1989) - 뉴욕 주립 대학교 스토니브룩 (2001) - 럿거스 대학교 (1989) - 메릴랜드 대학교 (1969) - 미네소타 대학교 (1908) - 미시간 대학교 (1900) - 미시간 주립 대학교 (1964) - 미주리 대학교 (1908) - 버지니아 대학교 (1904) - 사우스플로리다 대학교 (2023) - 아이오와 대학교 (1909) - 애리조나 대학교 (1985) - 애리조나 주립 대학교 (2023) - 오리건 대학교 (1969) - 오하이오 주립 대학교 (1916) - 워싱턴 대학교 (1950) - 위스콘신 대학교 매디슨 (1900) - 유타 대학교 (2019) | - 인디애나 대학교 블루밍턴 (1909) - 일리노이 대학교 어배너-섐페인 (1908) - 조지아 공과대학교 (2010) - 캔자스 대학교 (1909) - 캘리포니아 대학교 데이비스 (1996) - 캘리포니아 대학교 로스앤젤레스 (1974) - 캘리포니아 대학교 리버사이드 (2023) - 캘리포니아 대학교 버클리 (1900) - 캘리포니아 대학교 샌디에이고 (1982) - 캘리포니아 대학교 샌타바버라 (1995) - 캘리포니아 대학교 샌타크루즈 (2019) - 캘리포니아 대학교 어바인 (1996) - 콜로라도 대학교 볼더 (1966) - 텍사스 A&M 대학교 (2001) - 텍사스 대학교 오스틴 (1929) - 퍼듀 대학교 (1958) - 펜실베이니아 주립 대학교 (1958) - 플로리다 대학교 (1985) - 피츠버그 대학교 (1974) |

### 사립 대학
| - 노스웨스턴 대학교 (1917) - 노터데임 대학교 (2023) - 뉴욕 대학교 (1950) - 다트머스 대학교 (2019) - 듀크 대학교 (1938) - 라이스 대학교 (1985) - 로체스터 대학교 (1941) - 마이애미 대학교 (2023) - 매사추세츠 공과대학교 (1934) - 밴더빌트 대학교 (1950) - 보스턴 대학교 (2012) - 브라운 대학교 (1933) - 브랜다이스 대학교 (1985) - 서던 캘리포니아 대학교 (1969) - 스탠퍼드 대학교 (1900) - 시카고 대학교 (1900) | - 에모리 대학교 (1995) - 예일 대학교 (1900) - 워싱턴 대학교 세인트루이스 (1923) - 조지 워싱턴 대학교 (2023) - 존스 홉킨스 대학교 (1900) - 카네기 멜런 대학교 (1982) - 캘리포니아 공과대학교 (1934) - 컬럼비아 대학교 (1900) - 케이스 웨스턴 리저브 대학교 (1969) - 코넬 대학교 (1900) - 터프츠 대학교 (2021) - 툴레인 대학교 (1958) - 펜실베이니아 대학교 (1900) - 프린스턴 대학교 (1900) - 하버드 대학교 (1900) |

### 캐나다의 대학
- 맥길 대학교 (1926)
- 토론토 대학교 (1926)

### 과거 구성원
- 네브래스카 대학교 링컨 (1909–2011)
- 시러큐스 대학교 (1966–2011)
- 아메리카 가톨릭 대학교 (1900–2002)
- 아이오와 주립 대학교 (1958–2022)
- 클라크 대학교 (1900–1999)

## 같이 보기
- 미국의 종합대학 목록